# Hochkönig
O Hochkönig é a montanha mais alta dos Alpes de Berchtesgaden, no estado de Salzburgo, Áustria. Tem 2941 m de altitude e 2181 m de proeminência topográfica, pelo que é a sexta montanha mais proeminente dos Alpes, apesar de não atingir os 3000 m de altitude.
Segundo a classificação SOIUSA, o Hochkönig pertence a:
- Grande parte: Alpes Orientais
- Grande setor: Alpes do Nordeste
- Secção: Alpes Setentrionais de Salisburgo
- Subsecção: Alpes de Berchtesgaden
- Supergrupo: Alpes meridionais de Berchtesgaden
- Grupo: Grupo do Hochkönig
- Subgrupo: Nó do Hochkönig
- Código: II/B-24.III-A.1.a